# Marija Kilibarda
Marija Kilibarda (Beograd, 29. avgust 1980) srpska je novinarka i voditeljka.

## Biografija
Marija Kilibarda je rođena 29. avgusta 1980. godine. Svoju karijeru je započela kao voditeljka na trećem kanalu. Godine 2004, vodila je na RTS-u emisiju „Тime out” o fudbalu, za vreme Evropskog prvenstva u Portugalu. Onda su je zvali čelni ljudi sa „TV Avala”, gde je provela godinu dana. Jedinu profesionalnu pauzu imala je upravo kada je otišla s „TV Avala“. Marija Kilibarda je poznata po ulozi voditeljke „Binga“, ali i sportske emisije „Rt dobre nade“ koju je vodila zajedno sa Slobodanom Šarencem na Radio Televiziji Srbije. Tokom 2010. je postala zaštitno lice CMC turističke agencije i osvanula na mnogim bilbordima širom Beograda. 
Godine 2011. prelazi na Prvu Srpsku Televiziju, gde je vodila emisiju Žene sa Irinom Vukotić, Ivanom Zarić, Majom Volk i Natašom Ristić. Poznata je po televizijskom formatu Tvoje Lice Zvuči Poznato, čiji je domaćin bila prve tri sezone, kao i u petoj sezoni. Vodila je emisiju Letnjih 150 minuta sa Dejanom Pantelićem i Jovanom Vukojević i emisiju 150 minuta sa Slavkom Beleslinom, kao i  emisiju Super Srbija, emisiju 150 minuta subotom, a bila je koautor i voditelj dvosatne zabavne emisije Sve u svemu na Prvoj televiziji. 
2023. godine napušta Prvu televiziju i prelazi na UNA TV gde vodi kviz Jedno pitanje, srpsku verziju istoimenog britanskog kviza.
Od 2016. do 2017. godine je bila udata za košarkaša Vladimira Radmanovića.
Dana 05. oktobra 2024. godine ona i njen dugogodišnji partner, biznismen Branislav Vučelić su postali roditelji ćerke Senje.
Pojavljivala se u spotovima za pesmu grupe Neverne Bebe "Dorija" i za pesmu Saše Matića "Ne gledaj preko ramena".

## Spoljašnje veze
- Marija Kilibarda на веб-сајту
- Marija Kilibarda на веб-сајту
- Marija Kilibarda на веб-сајту
- Marija Kilibarda-biografija
- Marija Kilibarda-intervju Архивирано на веб-сајту  (8. децембар 2014)* * Intervju čitalaca

1. ↑   https://www.blic.rs/zabava/porodila-se-marija-kilibarda-voditeljka-na-svet-donela-devojcicu-evo-koje-su-ime/xkjge46. Недостаје или је празан параметар |title= (помоћ)